# Musen som röt
Musen som röt (engelsk originaltitel: The Mouse That Roared) är en brittisk filmsatir från 1959 i regi av Jack Arnold. Peter Sellers spelar tre olika roller i filmen – som storhertiginnan Gloriana XII, greve Rupert Mountjoy (premiärminister) och den militäre ledaren Tully Bascomb. I filmen, som är baserad på Leonard Wibberleys roman med samma namn från 1955, har Jean Seberg den kvinnliga huvudrollen.

## Handling
Det mycket lilla europeiska furstendömet Grand Fenwick har precis gått i konkurs. Orsaken är att ett amerikanskt företag lanserat en billig imitation av furstendömets enda exportvara, dess berömda Pinot Grand Fenwick-vin. Den uppfinningsrike premiärministern i Grand Fenwick kommer dock på en plan: att låta landet förklara krig med USA, därefter kapitulera och därigenom dra nytta av amerikanskt storsinne mot besegrade fiender för att kunna bygga upp det besegrade landets ekonomi igen. Storhertiginnan Gloriana är tveksam till planen men går ändå med på det hela. Den fridsamme tillsyningsmannen Tully Bascomb utses att såsom fältmarskalk leda landets trupper, assisterad av sergeant Will Buckley. 

## Rollista
- Gloriana XII, storhertiginna / Rupert Mountjoy, premiärminister / Tully Bascomb, jakttillsyningsman – Peter Sellers
- Helen Kokintz – Jean Seberg
- Will Buckley, sergeant – William Hartnell
- Alfred Kokintz, doktor – David Kossoff
- Benter – Leo McKern
- General Snippet – McDonald Parke
- USA:s försvarsminister – Austin Willis
- Roger – Timothy Bateson
- Cobbley – Monte Landis
- Ansvarig för luftvärnet – Alan Gifford
- Nyhetspresentatör i BBC – Colin Gordon
- Pedro – Harold Kasket

## Produktion
Diverse friheter gentemot bokförlagan gjordes, för att kunna lyfta fram Peter Sellers komiska talanger. Bokens huvudfigur är hertiginnan Gloriana XII, en attraktiv ung kunglighet i stil med den då unga drottningen av Storbritannien Elizabeth II eller dito Grace av Monaco. I filmen har figuren omvandlats till en parodi av en äldre drottning Victoria (som tror att Calvin Coolidge är USA:s president), medan premiärministern Mountjoy är en parodi på Benjamin Disraeli.
Filmscenerna föreställande Marseilles och New Yorks respektive hamnar spelades in i Southampton, och närvaron av atlantångaren RMS Queen Elizabeth var en tursam tillfällighet. Bokens blodiga sammandrabbning med New Yorks poliskår (något som komplicerar fredsförhandlingarna) har uteslutits ur filmversionen.